# Козелькова, Елена Георгиевна
Еле́на Гео́ргиевна Козелько́ва (род. 25 марта 1937, Киев) — советская и российская актриса театра и кино. Заслуженная артистка РСФСР (1984). Лауреат Государственной премии СССР (1971) за роль Хромовой в фильме «Обвиняются в убийстве». Лауреат VI Всесоюзного кинофестиваля 1973 года в номинации «Первая премия за исполнение женской роли» за главные роли в фильмах «За твою судьбу» и «Улица без конца». Номинант театральной премии «Хрустальная Турандот» (1994 год, за роль Графини де Сен-Фон в спектакле «Маркиза де Сад»).

## Биография
Родилась в Киеве, дочь Г. В. Козелькова — конструктора вертолётов. В 1960 году окончила геологический факультет МГУ, после чего работала геологом в Центрально-Казахстанской экспедиции Московского университета.
В 1964 году Елена Козелькова окончила студию при Московском театре имени Моссовета и стала актрисой театра «Современник». Параллельно с 1970 года Козелькова играла на сцене Театра Советской Армии, а с 1990-х годов участвовала в антрепризах.
В настоящее время Елена Георгиевна продолжает работать в театре «Современник».
Преподаёт в ГИТИСе: в 1979—1984 годах на факультете музыкального театра, с 1999—2011 на факультете сценографии (доцент кафедры сценографии, преподаватель дисциплины «Основы режиссуры и работа художника с режиссёром»).
Первый муж — Владислав Сергеевич Милеев, однокурсник, впоследствии кандидат геолого-минералогических наук, доцент МГУ.
Второй муж — народный художник РФ Сергей Бархин.

## Творчество

### Роли в театре

#### «Современник»
- 1964 — «Вечно живые» В. Розова — Монастырская
- 1964 — «Четвёртый» К. Симонова — Женщина, которую Он любил
- 1964 — «Третье желание» В. Блажека — Божена
- 1965 — «Белоснежка и семь гномов» Л. Устинова, О. Табакова — Королева
- 1965 — «В день свадьбы» В. Розова — Женщина с коляской
- 1965 — «Старшая сестра» А. Володина — Актриса
- 1966 — «Обыкновенная история» В. Розова (по И. А. Гончарову) — Елизавета Александровна
- 1966 — «Ночная повесть» К. Хоиньски — Хозяйка гостиницы
- 1967 — «Декабристы» Л. Зорина — Мария Фёдоровна
- 1967 — «Народовольцы» А. Свободина — Первая девушка
- 1967 — «Большевики» М. Шатрова — Александра Коллонтай
- 1968 — «Сирано де Бержерак» Э. Ростана — Монашка
- 1968 — «Искусство комедии» Э. де Филиппо — Его жена
- 1968 — «Всегда в продаже» В. Аксенова — Светлана
- 1969 — «Вкус черешни» А. Осецка — Женщина
- 1971 — «Валентин и Валентина» М. Рощина — Мать Валентины
- 1972 — «С любимыми не расставайтесь» А. Володина — Никулина
- 1973 — «Восхождение на Фудзияму» Ч. Айтматова — Анвар, Гульжан
- 1973 — «Погода на завтра» М. Шатрова — Уралова
- 1974 — «Из записок Лопатина» К. Симонова — Ксения
- 1975 — «Эшелон» М. Рощина — Лавра, Галина Дмитриевна
- 1975 — «Двенадцатая ночь» У. Шекспира — Мария
- 1977 — «Фантазии Фарятьева» А. Соколовой — Мать Фарятьева
- 1977 — «Обратная связь» А. Гельмана — Раевская, Вязникова
- 1979 — «Доктор Стокман» Г. Ибсена — Фру Стокман
- 1980 — «Спешите делать добро» М. Рощина — Зоя
- 1981 — «Поиск-891» Ю. Семенова — Фрау Форст
- 1981 — «Кабала святош» М. Булгакова — Мадлена Бежар
- 1981 — «Наедине со всеми» А. Гельмана — Наташа Голубева
- 1983 — «Восточная трибуна» А. Галина — Мила Клёнышева
- 1985 — «Квартира Коломбины» Л. Петрушевской — Юля
- 1989 — «Крутой маршрут» Е. Гинзбург — Тамара
- 1991 — «Анфиса» Л. Андреева — Бабушка
- 1993 — «Титул» А. Галина — Мещерская
- 1994 — «Четыре строчки для дебютантки» Ж. Ануй — Мадам Александра
- 1999 — «Три товарища» Э. М. Ремарка — Фрау Мюллер
- 2010 — «Джентльменъ» А. И. Сумбатов-Южина — Ольга Спиридоновна Рыдлова

#### Другие театры
- 1993 — Модельтеатр — «Маркиза де Сад» Юкио Мисима (реж. А. Ледуховский) — графиня де Сен-Фон
- 1996 — Модельтеатр — «Венера в мехах» Леопольд Фон Захер-Мазох (реж. А. Ледуховский) — Ванда фон Дунаева
- 1998 — Театр-студия п/р О.Табакова — «Эти высокие женщины» Эдварда Олби (реж. А. Ледуховский) — 1-я Неизвестная
- 2001 — Театр наций — «Dansemacabre» А. Стриндберга (реж. В. Гульченко) — Алис
- 2002 — Театр наций — «Моя мать — Марлен Дитрих» Марии Ривы (реж. А. Ледуховский) — Марлен Дитрих

### Роли в кино
1. 1965 — Строится мост — командированная москвичка
2. 1967 — Крыжовник (короткометражный)
3. 1968 — Звёзды и солдаты — медсестра
4. 1969 — Наши знакомые — Женя
5. 1969 — Винтовки Тересы Каррар (фильм-спектакль)
6. 1969 — Студент (фильм-спектакль)
7. 1969 — В горах моё сердце — Лена
8. 1970 — Обвиняются в убийстве — Хромова, судья
9. 1971 — Телеграмма — эпизод (нет в титрах)
10. 1971 — Поезд в далёкий август — Ева / Катя (Екатерина Станиславовна, дочь Евы)
11. 1971 — Ночь на 14-й параллели — Джейн
12. 1972 — Улица без конца — Катя Середа
13. 1972 — За твою судьбу — Тереза Савченко
14. 1973 — Во весь голос (фильм-спектакль)
15. 1974 — Мегрэ и старая дама (фильм-спектакль) — Арлетта
16. 1974 — Осенние грозы — Сухинина
17. 1974 — Повесть о человеческом сердце — Майя Андреевна Ольхина, ленинградская поэтесса, больная сложным-комбинированным пороком
18. 1975 — Ключи от рая — Регина Дембовская
19. 1976 — Сибирь — Зина
20. 1976 — Вечно живые (фильм-спектакль) — Антонина Монастырская
21. 1977 — Гарантирую жизнь — мать
22. 1978 — Эцитоны Бурчелли (фильм-спектакль) — Раиса Павловна Деревушкина, вторая жена Платона Петровича
23. 1978 — Огонь в глубине дерева — мать
24. 1980 — Диалог с продолжением — мать Алексея
25. 1981 — Единственный мужчина — Озвучивание — читает текст
26. 1981 — Берегите женщин — Валерия Степановна, начальник портофлота
27. 1981 — Обыкновенные обстоятельства (фильм-спектакль) — Елена
28. 1982 — Взять живым — Надежда Семёновна, мама Василия
29. 1982 — Казнить не представляется возможным — мать Жадановского
30. 1983 — Военно-полевой роман — жена директора кинотеатра
31. 1983 — В городе хорошая погода… (телевизионный фильм) — Леднёва
32. 1986 — Время сыновей — Наталья Львовна — мать братьев Кординых
33. 1988 — Эшелон — Лавра
34. 1990 — Дамский портной — Евдокия, беженка с Крещатика
35. 2000 — Третьего не дано
36. 2002 — Неудача Пуаро — мисс Рассел
37. 2003 — Бессонница
38. 2008 — Крутой маршрут (фильм-спектакль)
39. 2008 — Хлеб той зимы — Тамара

## Награды и премии
- Государственная премия СССР (1971) — за роль судьи Хромовой в фильме «Обвиняются в убийстве»
- Лауреат Всесоюзного кинофестиваля в номинации «Призы за актёрскую работу» 1973 год: за главную роль в фильме «За твою судьбу»
- Заслуженный артист РСФСР (1984)